# Tírnavos
Tírnavos (griego: Τύρναβος) es un municipio de la República Helénica perteneciente a la unidad periférica de Larisa de la periferia de Tesalia.
El municipio se formó en 2011 mediante la fusión de los antiguos municipios de Ampelonas y Tírnavos, que pasaron a ser unidades municipales. El municipio tiene un área de 525,3 km², de los cuales 370,56 pertenecen a la unidad municipal de Tírnavos.
En 2011 el municipio tenía 25 032 habitantes, de los cuales 16 977 vivían en la unidad municipal de Tírnavos.
La localidad se ubica a orillas del río Titaresio, unos 15 km al noroeste de Larisa sobre la carretera E65 que lleva a Bitola.

## Deportes
- Tyrnavos 2005 FC